# Telefonía móvil 3.9G
La tecnología móvil 3.9G (conocida también como Super 3G), es una tecnología intermediaria previa a 4G, la cual llegó  al mercado en el año 2010. Con esta se pueden obtener grandes cantidades de datos (llegando a 100 Mbit/s) con solo modificar las redes 3G actuales.
Las ventajas de utilizar esta tecnología sobre 4G radica en que no es necesario el crear y construir una nueva red ya que utiliza como base red 3G. NTT DoCoMo, se invirtió una gran cantidad de dinero (se eleva a los 1000 millones de dólares aprox.) para cambiar la infraestructura, y de esta manera hacerla apta a estas conexiones de alta velocidad.
- Datos: Q6140490